# Stelis punctulata
Stelis punctulata är en orkidéart som först beskrevs av Heinrich Gustav Reichenbach, och fick sitt nu gällande namn av Soto Arenas. Stelis punctulata ingår i släktet Stelis och familjen orkidéer. Inga underarter finns listade i Catalogue of Life.